# Il pulcino Pio
Il pulcino Pio, connu en français sous le nom Le Poussin Piou, est un single édité le 18 juillet 2012 par la radio romaine Radio Globo. La chanson, interprétée par Morgana Giovannetti (it), est devenue le tube de l'été 2012 en Italie, atteignant en août la première place des classements.

## Caractéristiques
Il pulcino Pio est une parodie musicale reprise par Lucio Scarpa, Alessandro Tirocchi, Maurizio Paniconi et Morgana Giovannetti (animateurs radios de la station Radio Globo diffusée à Rome) à partir d'une chanson brésilienne existant depuis les années '80 :  O Pintinho, plus aiguë, rendue célèbre par un spectacle de danse comique produit en 2011 sur cette chanson, diffusé sur Youtube et la télé brésilienne. Elle a été créée dans la lignée de ces chansons parodiques simplistes qui sont à l'opposé des chansons commerciales sophistiquées, et est devenue un succès international.
La station de radio locale Radio Globo avait déjà produit en 2011 une chanson devenue tube de l'été, avec l'enregistrement de deux présentateurs chantant sur l'air de Mr. Saxobeat sur la plage d'Ostie. Un an plus tard, ils produisent au cours de leur programme Morning Show une chanson amusante sur un poussin qui piaille (pulcino pio).
Le morceau se base sur une ligne mélodique simple et directe. C'est une chanson à récapitulation : la structure est semblable à celle de nombreuses chansons populaires avec une série de strophes en rimes qui, au cours de leur énonciation, reprennent une partie des strophes précédentes, ce qui rend la chanson de plus en plus difficile à retenir. En fait, la structure est la même que celle de la chanson d'Angelo Branduardi À la foire de l'est.
Comme dans la chanson Old MacDonald Had a Farm, chaque strophe s'accompagne de l'onomatopée du cri de chaque nouvel animal. Ainsi viennent une poule, un coq, une dinde, un pigeon, un chat, un chien, une chèvre, un agneau, une vache et un taureau. Dans la version portugaise, un cerf a été ajouté à la chanson, en référence à l'original qui comporte un personnage supplémentaire. La nouvelle chanson introduit l'humour noir dans sa conclusion, par l'ajout à la liste d'un tracteur qui roule sur le poussin.
L'actrice et présentatrice Morgana Giovannetti a ensuite enregistré une nouvelle version encore plus rapide. Cette version a bénéficié de la création d'un clip vidéo animé éditée en mai 2012 sur YouTube. Dans les trois mois, la vidéo a été vue près de six millions de fois. En outre, de nombreuses parodies privées, ainsi que des versions françaises et grecques ont été éditées et sont devenues des succès d'Internet. Il y a aussi une version en espagnol (El pollito Pio) et une version en catalan (El pollet Piu). À la mi-juillet, la chanson a été mise en téléchargement légal. Elle est devenue la 2e chanson la plus téléchargée du pays, avant d'atteindre la première place des charts italiens au bout de trois semaines. Elle reste à cette place durant huit semaines, période durant laquelle elle est achetée plus de 60 000 fois (ventes par téléchargement).
Le 17 septembre, Radio Globo annonce la production d'une autre version de la chanson, dont il change la fin qui voit le poussin se venger du tracteur qui l'a écrasé dans la première version.

### Traductions en d'autres langues
Après le succès de la version italienne, le titre est traduit pour la Grèce : Το Πουλάκι Τσίου (To Pouláki Tsíou).
Le 2 novembre 2012, le titre sort dans sa version française : Le Poussin Piou. Le 22 du même mois, la radio NRJ, fait découvrir le titre, ce qui entraine une importante multiplication des vues sur YouTube, créant un buzz sur les réseaux sociaux.
La chanson a également été traduite en :
- allemand (Das Kleine Küken Piept) ;
- anglais (The Little Chick Cheep) ;
- arabe algérien (Fellous Titiou) ;
- arabe tunisien (Felousa Pio) ;
- catalan (El Pollet Piu) ;
- chinois (小雞嗶嗶) ;
- espagnol (El Pollito Pio) ;
- grec chypriote (Το Πουλλούι Τσίου) ;
- kabyle (Wefroukh Titiou) ;
- néerlandais (Het Kuikentje Piep) ;
- perciscain (Lo Putzino Píu) ;
- polonais (Kurczaczek Pi) ;
- portugais (O Pintinho Piu) ;
- roumain (Puiul Piu) ;
- russe (Цыплёнок Пи).
- français (Le Poussin Piou)

## Pistes
Disque en téléchargement
| No | Titre                  | Durée |
| -- | ---------------------- | ----- |
| 1. | Il pulcino Pio         | 2:30  |
| 2. | Il pulcino Pio (remix) | 3:42  |

## Classement par pays
| Classement (2012)                       | Meilleure position |
| --------------------------------------- | ------------------ |
| Belgique (Wallonie Ultratop 50 Singles) | 89                 |
| France (SNEP)                           | 9                  |
| Italie (FIMI)                           | 1                  |
| Espagne (PROMUSICAE)                    | 30                 |